# 5EVA
「5EVA」（ゴーエバー）は2024年1月31日にリリースされたPipping Hotの1stアルバム。

## 概要
通常盤と初回限定盤が発売された。
Pipping Hotにとってはデビュー・アルバムでありラスト作品となる。
メンバーは有光陽稀、雫月Lee、八雲杏、逢坂朔玖、碇たくみ。

## 収録内容
テイチクレコード公式サイト内の紹介ページによる。

### CD
通常盤と初回限定盤共通。
1. Theme of Pipping Hot
  - 入場SE
2. beyond VANITAS
  - 作詞：矢作綾加 / 作曲：小林俊太郎 / 編曲：佐久間誠
3. 人と違って何が悪いっていうの？
  - 作詞・作曲：田口達也 / 編曲：佐久間誠
4. HIGH FIVE
  - 作詞・作曲：阿久津健太郎 / 編曲：佐久間誠
5. Get Back'
  - 作詞・作曲：阿久津健太郎 / 編曲：佐久間誠
6. わっしょいEverybody!
  - 作詞・作曲：阿久津健太郎 / 編曲：佐久間誠
7. イージーGO!!
  - 作詞・作曲：阿久津健太郎 / 編曲：佐久間誠
8. Limitation=Imitation
  - 作詞：矢作綾加 / 作曲：林田健司 / 編曲：横関敦
9. Catastrophe Bomb
  - 作詞：矢作綾加 / 作曲：中原弘斗 / 編曲：佐久間誠
10. Uncover
  - 作詞：橋口洋平、犬塚ヒカリ / 作曲：橋口洋平 / 編曲：佐久間誠
11. はじめの一歩
  - 作詞・作曲：田口達也 / 編曲：佐久間誠
12. 感情リアリズム
  - 作詞・作曲：阿久津健太郎 / 編曲 佐久間誠
13. 5EVA
  - 作詞・作曲：阿久津健太郎 / 編曲 佐久間誠

### DVD
初回限定盤のみ。
- Music Video

1. beyond VANITAS
2. Uncover
3. 人と違って何が悪いっていうの？
4. はじめの一歩

- ライブ映像

1. beyond VANITAS（2022/6/4）
2. 感情リアリズム（2022/6/4）
3. Hope（2022/6/4）
4. Hopper!!!!!（2022/6/4）

- はじめの一歩 MV Making Movie